# Памятник Жеготе (Варшава)
Памятник Жеготе (пол. Pomnik Żegoty) — памятник, находящийся в Варшаве в сквере на улице Заменгофа. Памятник посвящён польской подпольной организации Жегота, действовавшей в Польше во время Второй мировой войны.

## История
Памятник Жеготе — польской подпольной организации, помогавшей евреям во время германской оккупации Польши — был открыт 27 сентября 1995 года по инициативе польского общественного деятеля и члена Жеготы Владислава Бартошевского. Авторами памятника являются польские скульпторы Ханна Шмаленберг и Марек Модерау. Создание памятника финансировалось польской диаспорой США.
Памятник представляет собой косой прямоугольник, на котором находится надпись на идише, польском и английском языках:

Организация, созданная Польским подпольным государством, для спасения евреев во время Холокоста, среди всех подобных организацией в оккупированной Европе, она была единственной организацией, финансированной собственным правительством — польским правительством в изгнании.
Оригинальный текст (пол.)Organizacja utworzona przez Polskie Państwo Podziemne dla ratowania Żydów w czasach Holocaustu, wśród jej podobnych działających w okupowanej Europie była jedyną finansowaną przez swój Rząd, Rząd Rzeczypospolitej Polskiej na Uchodźstwie.

Рядом с памятником в 1988 году в годовщину восстания в Варшавском гетто был посажен дуб — древо общей памяти поляков и евреев